# Ginestarre
Ginestarre és un poble del terme municipal d'Esterri de Cardós, a la comarca del Pallars Sobirà.
Està situat en un coster, a 1364,4 metres d'altitud la part central, enlairat a la dreta del Torrent d'Esterri, a l'esquerra del Barranc de la Font de Batlle, a la part baixa del Solà de Ginestarre.
Entre la quinzena de cases que formen el poble, hi destaca l'església romànica de Santa Maria. D'aquest temple es conserven les pintures murals romàniques de l'absis al Museu Nacional d'Art de Catalunya (Barcelona), les quals recentment hi han estat reproduïdes.

## Etimologia
Segons Joan Coromines, Ginestarre és un topònim d'origen romànic transformat per influència basca. Es tracta de Ginestar, derivat del mot comú català ginesta. Ara bé, el veïnatge amb altres topònims acabats en -arre, -erri, -orre, etcètera, ha fet que passés de Ginestar a Ginestarre.

## Geografia

### El poble de Ginestarre
Situat en un lloc costerut, hi ha uns 25 metres de diferència d'altitud entre les cases més baixes i les més altes del poble. És al final de la carretera veïnal que hi mena, a la part occidental del poble hi ha un ample aparcament per tal d'evitar d'entrar en vehicle dins del nucli urbà. Està format bàsicament per tres carrers que conflueixen en el centre, on forma una mica de plaça. L'església de Santa Maria és a la part més baixa, a l'extrem sud-oest.

#### Les cases del poble[2]
| - Casa Anelló - Casa Bringuer - Casa Canal - Casa Cardaire | - Casa Gomà - Casa Llobet - Casa Macià | - Casa Martret - Casa Matieu - Casa Netó | - Casa Poblador - Casa Poblador de Bringuer - Casa Pubillet | - Casa Ravot - La Rectoria - Casa Sabater |

## Història

### Edat moderna
En el fogatge del 1553, Ginestarre declara 3 focs laics, uns 40 habitants.

### Edat contemporània
Pascual Madoz dedica un article del seu Diccionario geográfico... a Ginestarre. S'hi pot llegir que és una localitat amb ajuntament situada sobre un turó dominat per altes muntanyes, combatut principalment pels vents del nord. El clima hi és fred, propens a pulmonies i reumes. Tenia en aquell moment 8 cases i l'església de l'Assumpció de la Mare de Déu, servida per un rector de provisió del bisbe o del rei, segons el mes de l'any en què es produeixi la vacant. Hi ha diverses fonts de bona qualitat, però amb l'aigua molt forta. El territori és fluix, pedregós i muntanyós, de qualitat inferior, i al voltant hi ha tot de muntanyes despoblades d'arbres. S'hi produïa blat, ordi, sègol, patates i fenc. S'hi criava tota mena de bestiar, especialment vacum. Hi havia caça de llebres i perdius. La indústria era l'agricultura i la recria de bestiar. Comptava amb 9 veïns (caps de casa) i 52 ànimes (habitants).